# Nuvola (Side Baby e DrefGold)
Nuvola è un singolo dei rapper italiani Side Baby e DrefGold, pubblicato il 19 ottobre 2018.

## Tracce
1. Nuvola – 3:35